# Rudnica (województwo dolnośląskie)
Rudnica (niem. Raudnitz) – wieś w Polsce położona w województwie dolnośląskim, w powiecie ząbkowickim, w gminie Stoszowice.

## Podział administracyjny
W latach 1975–1998 miejscowość położona była w województwie wałbrzyskim.

## Nazwa
W roku 1228 miejscowość wzmiankowana jako Rudno, w roku 1240 – Rudna, w roku 1667 – Raudnitz. W latach 1945–1947 miejscowość nosiła nazwę Rudzienice.

## Zabytki
Do wojewódzkiego rejestru zabytków wpisane są:
- kościół parafialny pw. św. Michała Archanioła, wzniesiony w latach 1780–1787 – drugiej połowie XVIII wieku, przełom XIX/XX w.
- zespół pałacowy (w południowej części wsi), z XVI-XIX wieku:
  - pałac w ruinie, klasycystyczny, wzniesiony pierwotnie w stylu renesansowym w 1626 r.[5] i przebudowany w latach: 1686, 1715–1718 (data budowy południowego skrzydła) oraz w XIX wieku, kiedy to rozbudowano go o neogotycką wieżę; po 1945 r. kolejno w użytkowaniu Armii Czerwonej, ośrodka hodowli zarodowej i Urzędu Gminy Stoszowice. Obecnie własność Agencji Nieruchomości Rolnych. Obiekt jest opuszczony i zdewastowany, w stanie ruiny (zachowały się mury obwodowe oraz cylindryczna wieża)
  - park ze stawem; po 1945 r. zdewastowany

## Przypisy

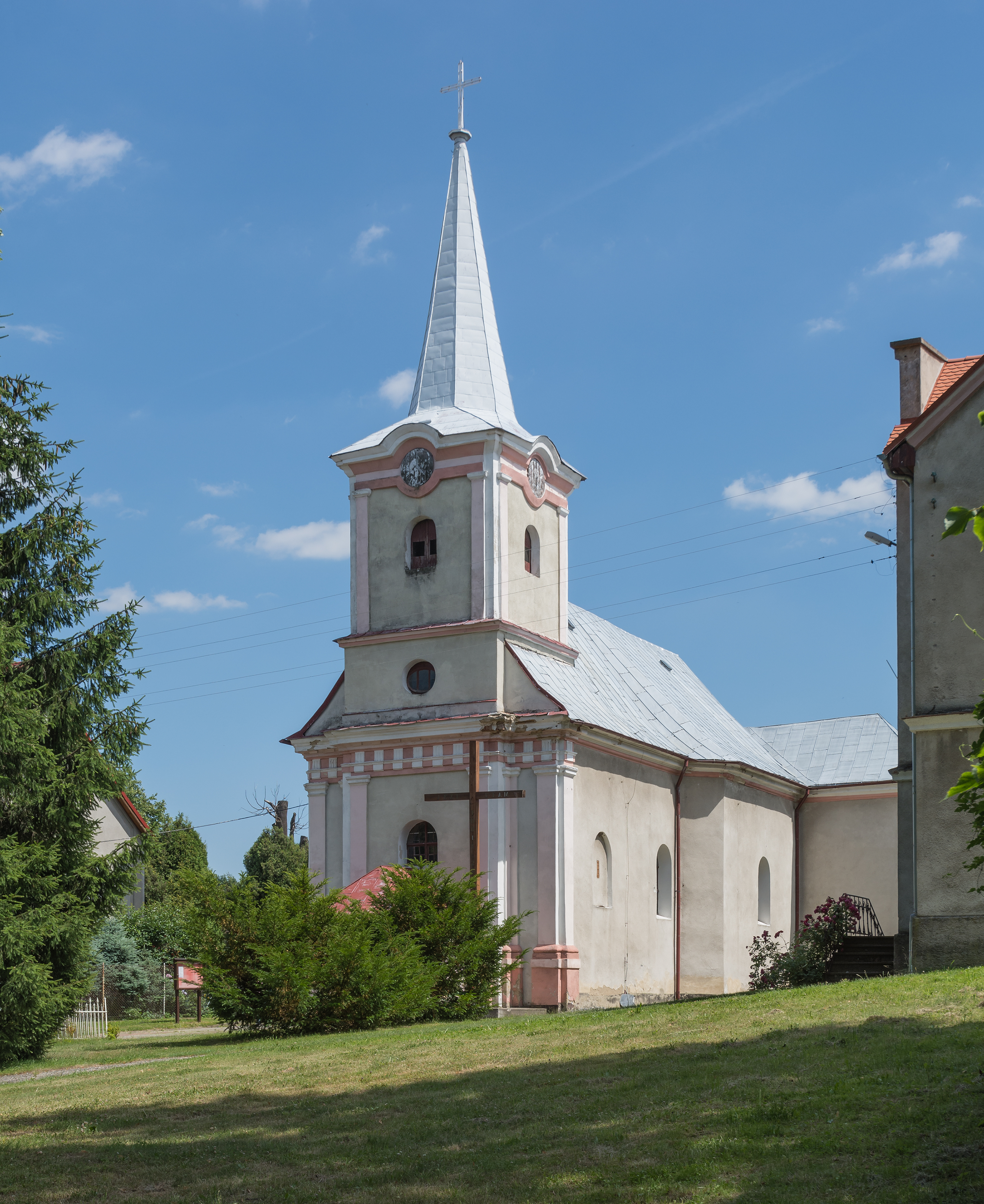
Kościół Michała Archanioła w Rudnicy